# ヨハン・ペーター・フォン・ランガー
ヨハン・ペーター・フォン・ランガー（Johann Peter Langer、1808年から貴族となって、von Langer、1756年7月1日（洗礼日）1824年8月6日）はドイツの画家である。

## 略歴
デュッセルドルフのKalkumに生まれた。父親は庭師で貴族のハッツフェルト家（Hatzfeld）で働いていた。1775年から、クラーエ（Lambert Krahe）が設立した美術学校（「プファルツ選帝侯領絵画、彫刻、建築アカデミー」（Kurfürstlich-Pfälzische Academie der Maler, Bildhauer- und Baukunst）、後にデュッセルドルフ美術アカデミーとなる）で学んだ。1776年に美術学校の展覧会で2等を取り、1778年には一等を取り、奨学金を取得した。1784年にはアカデミーの教授となり、1789年には校長となった。この時代の教え子には肖像画家のハインリヒ・クリストフ・コルベらがいる。
1788年にオランダに研究旅行をした。フランス革命後の情勢は、デュッセルドルフが戦場となり、破壊と貧困が襲うことになり、1794年にデュッセルドルフ美術アカデミーは活動を停止した。ランガーも、協力者と壁紙の会社を作り、パリに売り込むなどの活動などをした。その間、パリで美術研究の機会もえた。1801年にリュネヴィルの和約で平和が訪れた後、美術アカデミーの再建を行った。1801年に美術コレクションのデュッセルドルフ絵画館（Gemäldegalerie Düsseldorf）の館長になった。1802年には美術アカデミーは42人の学生を迎えた。1806年にはバイエルン王に招かれて、ミュンヘン美術院の校長に任じられ、1808年には貴族に叙せられた。
宗教的な題材、風俗画、肖像画を描いた。

## 作品

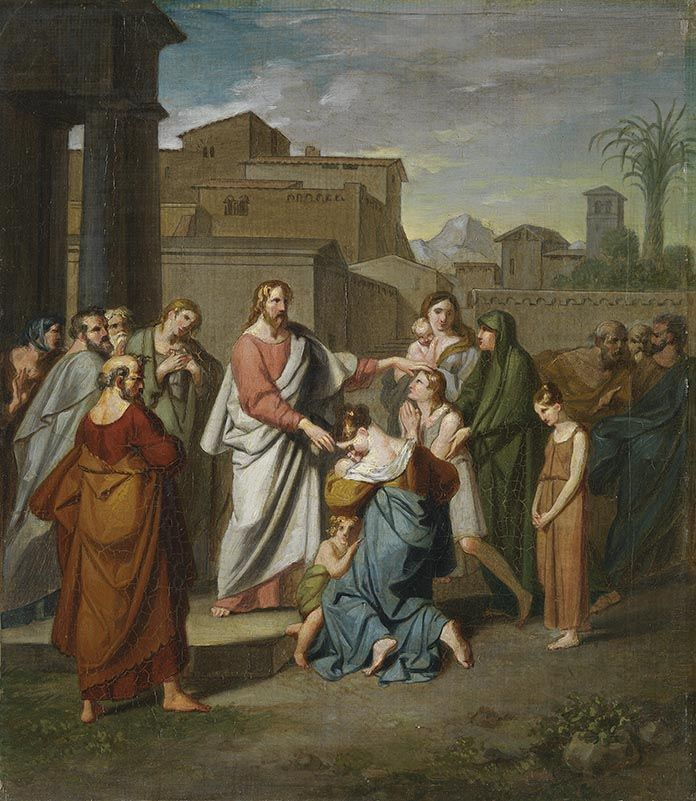
子供たちを祝福するキリスト(c.1808)
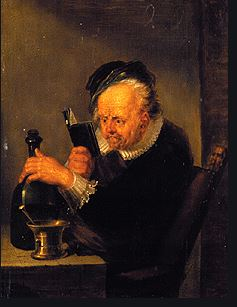
化学者
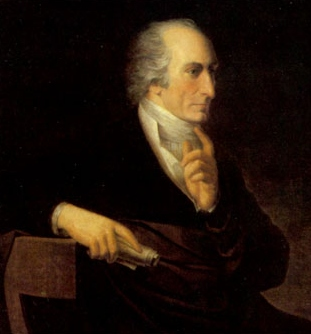
F.H.ヤコービ(思想家)の肖像
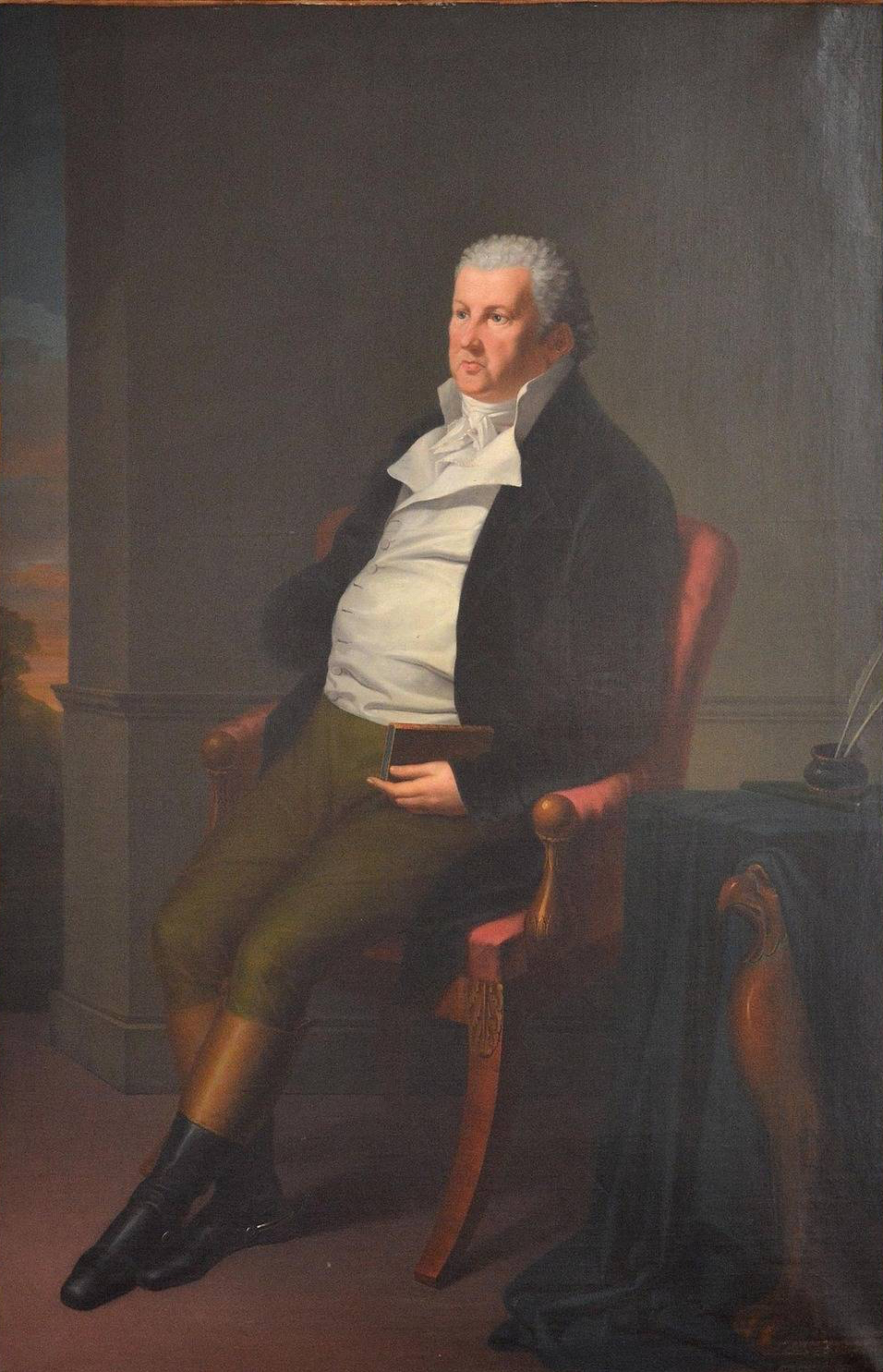
ゼーリヒマン（実業家）の肖像